# Podvlíkačky

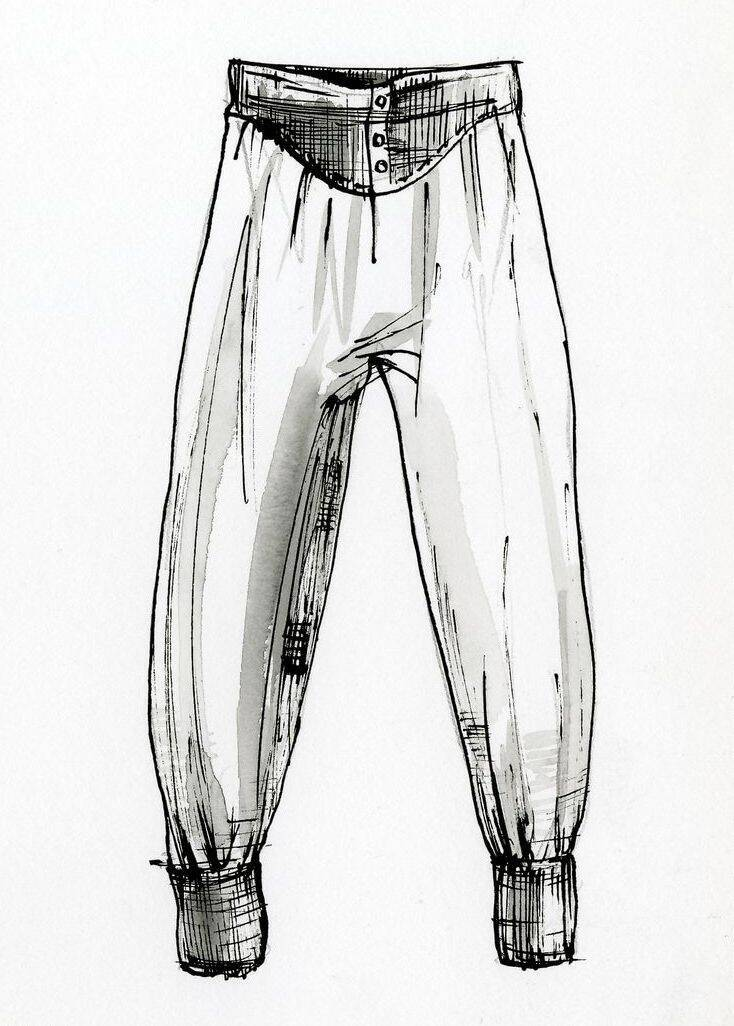
Historická podoba podvlíkaček.

Podvlíkačky (někdy též podvlékačky) jsou pánské spodní prádlo. Funkčností se podobají ženským punčochám či punčocháčům.
Podvlíkačky se skládají z elastického pásu, přiléhavých nohavic ke kotníkům a rozparku v oblasti rozkroku. Jsou podobné dámským punčochám, liší se hrubším zpracováním. Nejčastěji se vyrábí ze směsi bavlny a polyesteru, a to v nejrůznějších barvách.
Podvlíkačky chrání muže před chladem, proto je nosí pod kalhotami při nízkých teplotách v zimě. K dostání jsou také funkční podvlíkačky odvádějící vlhko a pot od těla.
S masovým rozšířením legín jako základní vrstvy vícevrstvého oblečení ztrácejí na významu.